# Åsvikelandet
Åsvikelandet är ett naturreservat utmed Östergötlands skärgård i Valdemarsviks kommun. Här återfinns ett typiskt skärgårdslandskap men med gammal barrskog och ekar. Här finns flera anordningar för friluftslivet såsom rastplatser, vandringsleder och dass.
Åsvikelandets naturreservat förvaltas av Länsstyrelsen Östergötland.